# أندرو وان
أندرو وان (بالصينية: 尹兆堅) هو سياسي صيني، ولد في 7 يونيو 1969 في الصين. حزبياً، نشط في Democratic Party (Hong Kong) ‏. في 2016 Hong Kong legislative election ‏، انتخب عضو المجلس التشريعي لهونغ كونغ عن دائرة New Territories West (1998 constituency) ‏ خلال فترته النيابية ‏ (1 أكتوبر 2016 – ).